# Peltidium elegans
Peltidium elegans is een eenoogkreeftjessoort uit de familie van de Peltidiidae. De wetenschappelijke naam van de soort is voor het eerst geldig gepubliceerd in 1906 door Wolfenden.